# Postville Airport
Postville Airport är en flygplats i Kanada. Den ligger i den östra delen av landet, 1 500 km nordost om huvudstaden Ottawa. Postville Airport ligger 68 meter över havet.
Terrängen runt Postville Airport är kuperad österut, men västerut är den platt. Havet är nära Postville Airport åt nordost. Trakten runt Postville Airport är nära nog obefolkad, med mindre än två invånare per kvadratkilometer.. Närmaste större samhälle är Postville, 1,5 km söder om Postville Airport.